# Бодиско, Борис Андреевич
Борис Андреевич Бодиско (1800; село Богородицкое-Жадомо, Чернский уезд Тульская губерния — 24 мая [5 июня] 1828; Кавказ) — декабрист, морской офицер, участник дальних походов кораблей Российского флота, лейтенант, командир 6-й роты Гвардейского экипажа. Был членом тайного общества офицеров Гвардейского экипажа. 14 декабря 1825 года вместе с гвардейцами своей роты находился среди восставших войск на Сенатской площади. По решению суда разжалован в рядовые и отправлен на Кавказ. Участвовал в русско-персидской войне. За храбрость произведён в унтер-офицеры. Погиб в бою.

## Биография

### Происхождение и образование
Потомок в пятом колене русской ветви древнего европейского рода Бодиско. Родился в 1800 году в семье тульского помещика, директора Московской конторы ассигнационного банка Андрея Андреевича (Андрея Генриха Морица) Бодиско (30.05.1753 — 22.08.1819) и Анны Ивановны (урождённая баронесса Юлия Анна-Мария Гаргона де Сен-Поль).
1 июня 1809 года определён на учёбу в Морской кадетский корпус. С 10 июня 1814 года — гардемарин. Судоходную практику в 1814—1815 годах проходил в плаваниях под командованием лейтенанта П. И. Харламова на учебном бриге Морского кадетского корпуса «Симеон и Анна». В 1816 году ходил в плавание по Балтийскому морю на флагманском корабле эскадры вице-адмирала Р. В. Кроуна.
Выпущен из корпуса 1 марта 1817 года и произведён из унтер-офицеров в мичманы.

### Морская служба
9 декабря 1817 года зачислен в Морской Гвардейский экипаж. В 1818 году под командованием лейтенанта М. Н. Чихачёва служил на приписанной к Гвардейскому экипажу придворной яхте «Церера».
В июне — сентябре 1819 года в качестве вахтенного командира под началом лейтенанта Н. Г. Казина участвовал в заграничном плавании на бриге «Олимп» в Данию, Англию, Францию и Пруссию.
В 1820—1822 годах командовал голландским буером, который использовался непосредственно для поездок Александра I или для сопровождения императорского катера. 22 марта 1822 года был произведён в лейтенанты.
В 1823 году Бодиско получил «монаршее благоволение» за участие в плавании на фрегате «Проворный» под командованием капитан-лейтенанта А. Е. Титова до берегов Исландии.
В 1824 году Б. А. Бодиско был назначен на шлюп «Смирный» под командой капитан-лейтенанта П. А. Дохтурова для участия в кругосветном плавании с грузом и для защиты в Тихом океане интересов Российско-Американской компании. 3 ноября при прохождении северной оконечности полуострова Ютландия шлюп попал в сильный шторм. Вахтенный офицер Б. А. Бодиско был смыт на ют и едва не унесён волнами за борт. Получивший значительные повреждения «Смирный» был вынужден зайти для ремонта в ближайший норвежский порт Арендаль и 17 мая 1825 года вернулся в Кронштадт.

### В событиях декабря 1825 года
Входил в круг общества либерально настроенных морских офицеров Гвардейского экипажа, в центре которого оказались жившие с ним в одной квартире на Фонтанке у Калинкина моста мичманы братья А. П. Беляев и П. П. Беляев, В. А. Дивов, младший брат М. А. Бодиско, а также их частый гость лейтенант А. П. Арбузов, принятый в декабре 1825 года в члены Северного общества. Квартира моряков находилась недалеко от Морских казарм, в которых с 1819 года размещались подразделения гвардейского экипажа.
Накануне восстания А. П. Арбузов призвал офицеров убеждать своих подчинённых упорствовать в верности уже принесённой присяге Константину Павловичу, требовать «оригинальное отречение его императорского высочества Константина Павловича» и отказаться от намеченной на 14 декабря присяги Николаю I.
Утром 14 декабря командир 6-й роты Гвардейского экипажа Б. А. Бодиско объявил своим матросам, что не может ни советовать, ни приказывать им «переприсягать» новому императору, а «в принесении присяги они должны руководствоваться своею совестью».
Возмущённый отказом матросов экипажа, выведенных на построение во дворе казарм, выслушать манифест о вступлении на престол императора Николая Павловича бригадный командир генерал-майор С. П. Шипов потребовал объяснений у ротных командиров, на что «лейтенанты Арбузов, Бодиско 1-й, Кюхельбекер и Вишневский отвечали, что они уже присягали государю цесаревичу и изменить этой присяге не могут, доколе его высочество лично не разрешит их на то». Осмелившиеся противоречить командиру офицеры были задержаны в канцелярии экипажа.
После того, как возбуждённые призывами присоединяться к восставшим полкам матросы экипажа направились к Сенатской площади, в числе командиров рот, освобождённых младшими офицерами, за ними последовал и Б. А. Бодиско, в такой ситуации посчитавший свой долгом не оставлять подчинённых. Оказавшись на площади, Б. А. Бодиско пытался поддерживать порядок в построении, но собственная «неуверенность его в отречении» Константина была причиной сомнения, высказанного им посланному Николаем для увещевания восставших митрополиту Серафиму в ответ на слова последнего, что цесаревич «письменно и словесно, трикраты, отрёкся от российской короны, и он ранее нас присягнул на верность брату своему Николаю Павловичу, который добровольно и законно восходит на престол».
После разгрома восстания Б. А. Бодиско привёл свою роту в казармы. В соответствии с распоряжением Николая, отданному командиру Гвардейского корпуса генералу А. Л. Воинову, — «если до пробития вечерней зори присяга будет Мне представлена, я прощаю заблудшихся», — экипаж присягнул в полном составе и уже к 8 часам вечера присяжный лист был доставлен новому императору.

### Следствие и наказание
В 12-м часу ночи с 14 на 15 декабря флигель-адъютант полковник В. Ф. Адлерберг привёз в Гвардейский экипаж высочайшее повеление об арестах. Б. А. Бодиско был немедленно арестован и среди первых задержанных, со связанными руками, доставлен в Зимний дворец.
После допроса отправлен в 4-й каземат Алексеевского равелина Петропавловской крепости. Вызванный 4 января 1826 года на заседание Следственного комитета, Бодиско отрицал своё участие в тайном обществе и объяснил своё появление на площади желанием увести оттуда свою роту.
7 января на записке XIX-го заседания Следственного комитета с предложением перевести лейтенанта Бодиско из Петропавловской крепости «на городские гауптвахты» император написал: «Бодиско… в Ревель». 8 января отправлен в Ревельскую крепость.
В докладе Верховного уголовного суда Б. А. Бодиско 1-й (причисленный следствием к Северному обществу) отнесён к VIII разряду государственных преступников, осуждаемых к лишению чинов дворянства и к ссылке на поселение с указанием вины — «лично действовал в мятеже бытностью на площади».
6 июня 1826 года возвращён из Ревеля в Петропавловскую крепость. Указ Верховному уголовному суду гласил: «Лейтенанта Бодиско 1-го написать в матросы».
13 июля на флагманском корабле «Князь Владимир» командующего эскадрой Балтийского флота адмирала Кроуна лейтенант, командир роты Гвардейского экипажа, Б. А. Бодиско 1-й был разжалован по обряду морской службы — над его головой сломали шпагу, сорвали и бросили за борт эполеты и мундир.
Указом 22 августа 1826 года было разрешено разжалованных с лишением дворянства декабристов определять «в полки Кавказского корпуса до отличной выслуги».

### На Кавказе
26 сентября 1826 года был отправлен во Владикавказ. В составе Тифлисского пехотного полка участвовал в походе в Персию. Одно из последних писем старшим братьям Б. А. Бодиско отправил 27 декабря 1827 года из города Xoй: «…на походе писать было хлопотно. Теперь, с 8 ноября, я на месте, наш батальон расположен во дворце Абас-Мирзы… Все желают, чтобы война была окончена».
12 апреля 1828 года за проявленную храбрость был произведён в унтер-офицеры.
Командовавший войсками на Кавказе генерал И. Ф. Паскевич в рапорте от 15 июля 1828 года начальнику Главного штаба И. И. Дибичу писал о разжалованных декабристах: «Вообще разжалованных во всех сражениях употреблял я в первых рядах… и всегда там, где представлялось наиболее опасности… Все они вели себя отлично храбро. Один из них убит и 7 ранено… Хотя таковые заслуги разжалованных по делу о злоумышленных обществах …обращают на них внимание начальства, но я полагаю, что производство их в офицеры можно отложить до окончания настоящей войны».
24 мая 1828 года Борис Андреевич Бодиско в возрасте 26 лет был убит во время похода против горцев. Он стал первым в списке декабристов, погибших в боях и умерших от ран и болезней в ходе Кавказских войн.

## Характеристики современников
Д. И. Завалишин вспоминал об эпизоде, который «произвёл потрясающее впечатление» на всех свидетелей исполнения над моряками-декабристами приговора на корабле «Князь Владимир», — Б. А. Бодиско, расплакавшийся во время этой церемонии, так объяснил свои слёзы: «…я плачу оттого, что мне стыдно и досадно, что мой приговор такой ничтожный и я буду лишён чести разделить с вами ссылку и заточение».
Один из сосланных на Кавказ декабристов, А. С. Гангеблов, писал: «Кроме меня во Владикавказе находился декабрист Борис Бодиско, по суду разжалованный в матросы. Это была личность чрезвычайно симпатичная. И он и я сожалели, что могли видеться лишь изредка, и то урывками; осторожность того требовала».
Служивший на Кавказе П. А. Бестужев относил Б. А. Бодиско к тем знакомым, которые «были ближе мне в настоящем жребии или казались замечательными в каком-либо отношении»:

Молодой человек с умом, с хорошими познаниями, доброй души, правил строгих до педантизма… Характер твёрдый, но мрачный и угрюмый — отличительная черта всех моряков. Чужды ему все шумные и весёлые общества; хорошую книгу, учёный разговор предпочтёт он простодушной беседе приятелей… Смерть преждевременно похитила у нас сего благородного товарища.

По мнению филолога Н. Кирсанова, именно Б. А. Бодиско посвящена «Эпитафия», написанная в ссылке моряком и участником восстания Н. А. Чижовым:
Он пал на берегах Евфрата!

Завидна смерть его для нас!

На славной выси Арарата

Последний взор его погас!